# Eubranchipus vladimiri
Eubranchipus vladimiri är en kräftdjursart som beskrevs av Vekhov 1992. Eubranchipus vladimiri ingår i släktet Eubranchipus och familjen Chirocephalidae. Inga underarter finns listade i Catalogue of Life.